# Copa de Alemania de 1940
La Copa de Alemania de 1940 fue la sexta edición anual de la copa nacional de fútbol de Alemania que contó con la participación de 64 equipos.
El Dresdner SC venció en la final al campeón defensor FC Núremberg en el Olympiastadion para ser campeón por primera vez, en la primera final que no se decide en el periodo reglamentario.

## Primera Ronda
| 18-8-1940                  |       |                              |       |
| SpVgg Fürth                | 3 – 0 | VfB Stuttgart                |       |
| FC Bayern Munich           | 0 – 1 | Wiener SC                    |       |
| 1. SV Jena                 | 0 – 1 | TuRa Leipzig                 |       |
| VfB Königsberg             | 3 – 2 | SC Preußen Danzig            | (AET) |
| BuEV Danzig                | 6 – 2 | Luftwaffen SV Stettin        |       |
| Blau-Weiß 90 Berlin        | 1 – 2 | SV Werder Bremen             |       |
| Hallescher FV Sportfreunde | 0 – 7 | FC Schalke 04                |       |
| SV 08 Steinach             | 4 – 2 | CSC 03 Kassel                |       |
| SV Dessau 05               | 2 – 2 | Kickers Offenbach            |       |
| Eimsbütteler TV            | 0 – 3 | Spandauer SV                 |       |
| Blumenthaler SV            | 3 – 1 | Hamburger SV                 |       |
| SV 07 Linden               | 2 – 3 | SC Union 06 Oberschöneweide  |       |
| SV 07 Hildesheim           | 2 – 3 | Barmbeker SG                 | (AET) |
| VfL Osnabrück              | 2 – 5 | BSG Gelsenguß Gelsenkirchen  |       |
| TuS Neheim                 | 2 – 3 | SG Eschweiler                |       |
| BSG Edelstahlwerke Krefeld | 3 – 4 | Rot-Weiß Essen               |       |
| TuS Germania Mudersbach    | 1 – 8 | Schwarz-Weiß Essen           |       |
| TuS Neuendorf              | 1 – 2 | VfR Mannheim                 |       |
| BC Sport Kassel            | 4 – 5 | TuS 48/99 Duisburg           |       |
| Eintracht Frankfurt        | 3 – 2 | Westfalia Herne              |       |
| 1. FC Kaiserslautern       | 2 – 3 | Fortuna Düsseldorf           |       |
| SV Waldhof Mannheim        | 2 – 3 | Reichsbahn TuSV Frankfurt    | (AET) |
| Phönix Karlsruhe           | 4 – 2 | FSV Frankfurt                |       |
| SpVgg Cannstatt            | 0 – 7 | Wacker Wien                  |       |
| VfR 07 Schweinfurt         | 2 – 1 | Mühlheimer SV 06             | (AET) |
| Sturm Graz                 | 1 – 6 | 1. FC Nürnberg               |       |
| NSTG Vitkovice             | 6 – 0 | SC Hertha Breslau            |       |
| VfL Stettin                | 3 – 2 | PSV Chemnitz                 |       |
| Planitzer SC               | 3 – 1 | Vorwärts-Rasensport Gleiwitz |       |
| VfB Waldshut               | 0 – 8 | Stuttgarter Kickers          |       |
| NSTG Graslitz              | 0 – 4 | Dresdner SC                  |       |
| Neumeyer Nürnberg          | 1 – 2 | Rapid Wien                   | (AET) |

### Replay
| Kickers Offenbach | 4 – 0 | SV Dessau 05 |

## Segunda Ronda
| Spandauer SV              | 3 – 5  | VfB Königsberg               |
| SC Union Oberschöneweide  | 5 – 1  | SV 08 Steinach               |
| VfL Stettin               | 0 – 0  | BuEV Danzig                  |
| TuRa Leipzig              | 1 – 2  | SpVgg Fürth                  |
| Dresdner SC               | 5 – 0  | Blumenthaler SV              |
| Barmbeker SG              | 3 – 10 | Schwarz-Weiß Essen           |
| FC Schalke 04             | 5 – 0  | SV Werder Bremen             |
| Rot-Weiß Essen            | 0 – 2  | Eintracht Frankfurt          |
| Fortuna Düsseldorf        | 2 – 0  | VfR Mannheim                 |
| SG Eschweiler             | 3 – 1  | TuS 48/99 Duisburg           |
| Reichsbahn TuSV Frankfurt | 1 – 0  | Phönix Karlsruhe             |
| Stuttgarter Kickers       | 9 – 2  | BSG Gelsengruß Gelsenkirchen |
| 1. FC Nürnberg            | 3 – 2  | Kickers Offenbach            |
| Wacker Wien               | 6 – 2  | Planitzer SC                 |
| Wiener SC                 | 9 – 1  | NSTG Vitkovice               |
| Rapid Wien                | 7 – 1  | VfR 07 Schweinfurt           |

### Replay
| BuEV Danzig | 2 – 1 | VfL Stettin |

## Tercera Ronda
| SC Union 06 Oberschöneweide | 0 – 1 | 1. FC Nürnberg            |
| SpVgg Fürth                 | 2 – 1 | FC Schalke 04             |
| Stuttgarter Kickers         | 1 – 5 | SK Rapid Wien             |
| Eintracht Frankfurt         | 2 – 3 | Fortuna Düsseldorf        |
| Schwarz-Weiß Essen          | 5 – 2 | SG Eschweiler             |
| SC Wacker Wien              | 5 – 6 | Wiener SC                 |
| Dresdner SC                 | 6 – 0 | Reichsbahn TuSV Frankfurt |
| VfB Königsberg              | 5 – 1 | BuEV Danzig               |

## Cuartos de final
| 1. FC Nürnberg     | 2 – 1 | Schwarz-Weiß Essen |
| SK Rapid Wien      | 6 – 1 | SpVgg Fürth        |
| Fortuna Düsseldorf | 2 – 1 | Wiener SC          |
| VfB Königsberg     | 0 – 8 | Dresdner SC        |

## Semifinales
| Dresdner SC        | 3 – 1 | SK Rapid Wien  |
| Fortuna Düsseldorf | 0 – 1 | 1. FC Nürnberg |

## Final
| 1 de diciembre de 1940 | 1. FC Nürnberg | 1–2 (t. s.) | Dresdner SC                 | Olympiastadion, Berlin                                   |                                                          |
|                        | Gußner 32'     | Reporte     | Machate 20' · Schaffner 94' | Asistencia: 60 000 espectadores Árbitro(s): Alois Pennig | Asistencia: 60 000 espectadores Árbitro(s): Alois Pennig |

| 1. FC Nürnberg | Dresdner SC |

| ARQ          |  | Georg Köhl      |
| DEF          |  | Willi Billmann  |
| DEF          |  | Hans Übelein    |
| MED          |  | Georg Luber     |
| MED          |  | Georg Kennemann |
| MED          |  | Heinz Carolin   |
| DEL          |  | Karl Gußner     |
| DEL          |  | Max Eiberger    |
| DEL          |  | Georg Friedel   |
| DEL          |  | Alfred Pfänder  |
| DEL          |  | Willi Kund      |
| Entrenador:  |  |                 |
| Alwin Riemke |  |                 |

| ARQ          |  | Willibald Kreß  |
| DEF          |  | Karl Miller     |
| DEF          |  | Heinz Hempel    |
| MED          |  | Herbert Pohl    |
| MED          |  | Walter Dzur     |
| MED          |  | Helmut Schubert |
| DEL          |  | Emanuel Boczek  |
| DEL          |  | Heinz Schaffer  |
| DEL          |  | Fritz Machate   |
| DEL          |  | Helmut Schön    |
| DEL          |  | Gustav Carstens |
| Entrenador:  |  |                 |
| Georg Köhler |  |                 |